# نمودار صورت فلکی

یک نمودار ۸- PSK. این نمودار نشان می‌دهد که اطلاعات به عنوان یکی از این ۸ "سمبل" منتقل می‌شود، که هر یک حاوی ۳ بیت داده‌است. هر سمبل به عنوان یک تغییر فاز مختلف موج حامل سینوسی کد گذاری شده ۰، ۴۵، ۹۰، ۱۳۵، ۱۸۰، ۲۲۵، ۲۷۰، ۳۱۵ درجه

یک نمودار صور فلکی (به انگلیسی: Constellation diagram) نشان‌دهنده مدوله شدن یک سیگنال، توسط یک مدولاسیون دیجیتال مانند مدولاسیون دامنه حامل ربعی(QAM) یا کلیدگذاری انتقال فاز است. این نمودار سیگنال را به عنوان یک نمودار پراکندگی xy دو بعدی در سطح پیچیده در نمونه‌های نمادین لحظه ای نشان می‌دهد. زاویهٔ یک نقطه، که جهت خلاف عقربه‌های ساعت از محور افقی اندازه‌گیری می‌شود، نشان دهنده تغییر فاز موج حامل از یک فاز اولیه است. فاصله یک نقطه از مبدأ نشانگر اندازه دامنه یا توان سیگنال است.
در یک سیستم مدولاسیون دیجیتال، اطلاعات به صورت یک سری از سمبل‌ها منتقل می‌شود، که هر کدام یک شکاف زمانی را اشغال می‌کنند. در طول هر نمونه برداری موج حامل دارای دامنه و فاز ثابت است که به تعداد متناهی از مقدارها محدود شده، پس هر نمونه یکی از سمبل‌ها را (که تعداد متناهی دارند) کد گذاری می‌کند، که به نوبه خود نشان دهنده یک یا چند رقم دودویی (بیت) از اطلاعات است. هر سمبل به عنوان ترکیب مختلفی از دامنه و فاز حامل کد گذاری می‌شود، بنابراین هر سمبل توسط یک نقطه در نمودار صور فلکی (Constellation) نشان داده می‌شود. نمودار صور فلکی تمام سمبل‌های ممکن که می‌توانند توسط سیستم به صورت مجموعه ای از نقاط انتقال یابند را نشان می‌دهد. تمام کاراکتر امکان‌پذیر است که می‌تواند منتقل شده توسط سیستم به عنوان یک مجموعه از نقاط. در یک مدولاسیون فرکانس یا مدولاسیون فاز , دامنهٔ سیگنال ثابت است بنابراین نقاط به دور نقطهٔ مرجع روی محیط یک دایره قرار می‌گیرند.
حامل نشان دهندهٔ هر سمبل می‌تواند با اضافه کردن مقادیر مختلف موج کسینوسی (مولفهٔ هم فاز) و موج سینوسی (مولفهٔ ربعی) به وجود بیاید. به علاوه، هر سمبل می‌تواند به صورت یک عدد مختلط هم نشان داده شود؛ و نمودار صورت فلکی می‌تواند به عنوان یک صفحهٔ مختلط در نظر گرفته شود، که محور افقی آن اعداد حقیقی و محور عمودی اعداد موهومی هستند. یک آشکارساز هم فاز قادر است به‌طور مستقل این حامل‌ها را دمدوله کند. اصل استفاده از دو حامل مدوله شدهٔ مستقل بنیان‌گذار مدولاسیون حامل ربعی است. در مدولاسیون فاز خالص، فاز سمبل مدوله شده با فاز حاملش یکی است و این بهترین نمایش از سیگنال مدوله شده‌است.
"نمودار فضایی سیگنال" یک نمودار صورت فلکی ایده‌آل است، که به نمایندگی از هر سمبل، موقعیت درست آن را نشان می‌دهد. پس از عبور از یک کانال مخابراتی، با توجه به نویز یا اعوجاج اضافه شده به سیگنال، دامنه و فاز دریافت شده توسط دمدولاتور ممکن است متفاوت از مقدار صحیح دامنه و فاز فرستاده شدهٔ سمبل باشد. هنگام رسم نمودار صورت فلکی، هر نقطه نشان می‌دهد که سمبل دریافت شده توسط دمدولاتور، از موقعیت اصلی سمبل دچار جابجایی و انحراف شده. یک دستگاه آزمایشالکترونیکی به نام یک پردازندهٔ برداری سیگنال، می‌تواند نمودار صورت فلکی یک سیگنال دیجیتال را، از طریق نمونه برداری از سیگنال و علامت گذرای هر سمبل دریافتی به صورت یک نقطه نشان دهد. نتیجه یک 'توپ' یا 'ابر' (موقعیت تقریبی) از نقاط اطراف موقعیت هر سمبل است. اندازه‌گیری نمودار صورت فلکی را می‌توان برای تشخیص نوع تداخل و اعوجاج در سیگنال مورد استفاده قرار داد.

## شرح

یک نمودار صورت فلکی مستطیلی ۱۶-QAM.

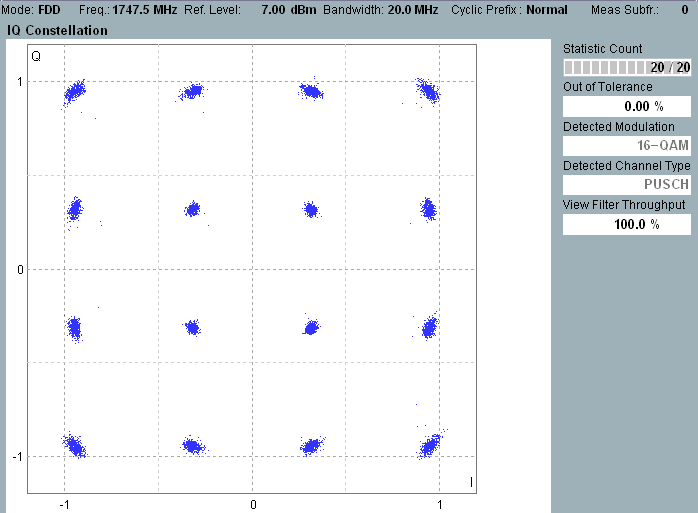
نمودار صورت فلکی دریافتی با نویز اضافه شده

تعداد نقاط صورت فلکی در یک نمودار اندازهٔ "تعداد حروف" سمبل‌ها را می‌دهد، که می‌تواند با هر سیگنال منتقل شود، و همچنین تعداد بیت‌های منتقل شده در هر نمونه را تعیین می‌کند. که معمولا عددی از توان 2 است. برای مثال یک نمودار چهار نقطه ای، طرح مدولاسیونی را نشان می‌دهد که می‌تواند به صورت جداگانه تمام 4 حالت ترکیب دو بیت را کد گذاری کند: 00, 01, 10 و 11، و همچنین می‌تواند با هر سمبل دو بیت انتقال دهد. در نتیجه به طور کلی در یک مدولاسیون با {\displaystyle }صورت فلکی نقاط انتقال {\displaystyle } بیت در هر نمونه است.
پس از عبور از کانال مخابراتب سیگنال توسط دمدولاتور رمزگشایی می‌شود. عملکرد دمدولاتور، طبقه بندی هر نمونه به عنوان یک سمبل است. مجموعه ای از مقدارهای نمونه که دمدولاتور به عنوان یک سمبل دریافتی طبقه بندی می‌کند، می‌تواند به وسیلهٔ ناحیه ای که در صفحه اطراف هر نقطهٔ صورت فلکی کشیده شده نمایان گردد. اگر نویز باعث شود که نقطهٔ نمایانگر یک نمونه، به نقطهٔ نمایانگر یک نمونهٔ دیگر منحرف شود، دمدولاتور در شناسایی آن نمونه دچار اشتباه می‌شود و آن را به عنوان یک نمونهٔ دیگر شناسایی می‌کند، که در نتیجه در مورد نمونه دچار خطا می‌شود. اکثر دمدولاتورها انتخاب می‌کنند، یا تخمین می‌زند که واقعا چه چیزی منتقل شده، نقطهٔ صورت فلکی که نزدیکترین فاصله را (در یک حالت فاصله اقلیدسی) از نمونهٔ دریافتی دارد را انتخاب می‌کنند؛ که این کار برآورد درست نمایی بیشینه نام دارد. در یک نمودار صورت فلکی این تشخیص نواحی می‌تواند به راحتی با تقسیم کردن صفحه به وسیلهٔ خطوط متساوی الفاصله از جفت نقاط مجاور نشان داده شود.
نیمی از فاصله بین هر جفت نقاط همسایه دامنه نویز را افزایش می‌دهد یا انحراف کافی تا یکی از نقاط را از نقاط دیگر اشتباه تشخیص دهد، به همین دلیل یک خطای نمادین ایجاد می‌کند؛ بنابراین، هرچه نقاط بیشتر از یکدیگر جدا می‌شوند، مقاومت در برابر نویز از مدولاسیون افزایش می‌یابد. سیستم‌های مدولاسیون عملا برای حداکثر رساندن کمترین سر و صدا مورد نیاز برای ایجاد خطای نمادین طراحی شده‌اند. در نمودار صورت فلکی این بدان معنی است که فاصله بین هر جفت نقطه مجاور برابر است.
کیفیت سیگنال دریافت شده می‌تواند با نمایش نمودار صورت فلکی سیگنال در گیرنده در یک تحلیل کننده سیگنال بردار مورد تجزیه و تحلیل قرار گیرد. برخی از انواع انحرافات به عنوان الگوهای مشخص در نمودار نشان داده می‌شوند:
- نویز Gaussian باعث می‌شود نمونه به یک توپ تصادفی در مورد هر نقطه صورت فلکی فرود آید
- تداخل فرکانس تک انحرافی بیانگر نمونه هاییست که حلقه‌ها را در مورد هر نقطه صورت فلکی نشان می‌دهند
- نویز فاز نشان می‌دهد که نقاط صور فلکی که به قوس‌های متمرکز بر مبدأ گسترش می‌یابد
- فشرده سازی تقویت کننده باعث می‌شود که نقاط گوشه به سمت مرکز حرکت کنند

یک نمودار صورت فلکی، پدیده‌هایی شبیه به الگوی چشم را برای سیگنال‌های یک بعدی نشان می‌دهد. الگوی چشم می‌تواند برای دیدن زوال زمان‌بندی در یک بعد از مدولاسیون مورد استفاده قرار گیرد.